# Lilián de Celis
Lilián Ángela de Celis Collía (Fíos, Parres  (Asturias), 31 de enero de 1935), más conocida como Lilián de Celis, es una actriz y cantante española de cuplé. 

## Biografía
A los siete años se traslada a Santander con toda la familia y allí canta por primera vez en la emisora de la ciudad. Allí habían destinado a su padre, funcionario del Instituto Nacional de Previsión. Después viajará a Madrid, donde estudia canto y declamación, compaginando estos estudios con la carrera de Comercio.
Poco después Lilián ficha por la emisora Radio Madrid para participar, como cupletista, en el programa Aquellos tiempos del cuplé, junto con la orquesta del maestro Indalecio Cisneros, quien la descubrió en el conservatorio. Bien temprano empezó a actuar en anuncios publicitarios radiofónicos gracias las semejanzas de su voz con la de Raquel Meller y otras cupletistas de comienzos del siglo XX. 
Más tarde debuta en el Circo Price y en el teatro Albéniz, donde alcanzó un gran renombre con las canciones  "La chica del 17", "Polichinela" o "Las tardes del Ritz". Durante una actuación en la sala de fiestas Pasapoga, en la Gran Vía de Madrid, recibe la visita del guionista Jorge Griñán. Mientras se encontraba junto a su madre en el camerino, le ofrece el primer guion para el cine. Debuta en la gran pantalla con la película Aquellos tiempos del cuplé, que se estrena en 1958.
En 1962 inicia gira por América. Primero en Argentina para acabar afincándose en México donde estuvo nueve años y donde logró un gran éxito.
Lilián participa en un total de 11 películas, entre las que se encuentran Alma aragonesa, Aquellos tiempos del cuplé o Los apuros de dos gallos.
En 2005, la Filmoteca de Asturias promueve el ciclo de cine «Lilian de Celis, una estrella musical» (nombre también del documental estrenado para la ocasión dirigido por Sofía Castañón con guion de Juan Bonifacio Lorenzo).  Recorre diversos concejos de Asturias con gran éxito y la participación de la homenajeada y proyectando varias películas de su colección personal. 
El Festival Internacional de Cine de Gijón (FICX) le entrega en 2023, en su edición número 62, el premio Isaac del Rivero a la Trayectoria Artística.
En enero de 2025, la Radiotelevisión del Principado de Asturias dedica una programación especial con motivo del 90 cumpleaños de la actriz y cantante. Emite una de sus películas más emblemáticas, Aquellos tiempos del cuplé. También produce el documental «90 años de Lilián de Celis: la reina del cuplé» a modo de homenaje que incluye imágenes de archivo de sus participaciones en la radiotelevisión pública asturiana así como una entrevista realizada ad hoc para el programa.

## Filmografía completa
- El andén (1957)
- Aquellos tiempos del cuplé (1958)
- Los claveles (1960
- Alma aragonesa (1961)
- Las estrellas (1962)
- Los apuros de dos gallos (1963)
- Júrame (1964)
- Me ha gustado un hombre (1965)
- Canciones de nuestra vida (1975)
- Yo fui el rey (1975)
- Los desorientados (2017)